# Francesco Battaglioli

Prospettiva architettonica (Gallerie dell'Accademia)

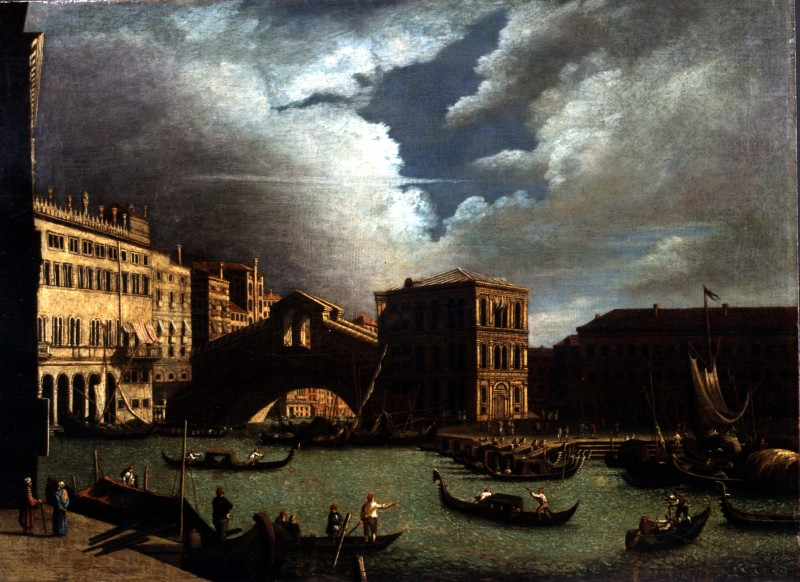
Il ponte di Rialto (Fondazione Cariplo)

Francesco Battaglioli (Modena, 1710 circa – Venezia, dopo il 1796) è stato un pittore italiano.

## Biografia
Di origine modenese, come indicano le fonti antiche, risulta presente a Venezia, che divenne di fatto la sua patria d'adozione, dal 1747 al 1751, periodo in cui il suo nome compare nella Fraglia dei pittori. Lo ritroviamo a Madrid tre anni più tardi, quando fu chiamato da Ferdinando VI, per il quale dipinge le Vedute dei Palazzi Reali di Aranjuez e Madrid. Alla corte spagnola intesse un rapporto di collaborazione con Farinelli e Metastasio, realizzando le scenografie per numerose rappresentazioni melodrammatiche. Rientrato a Venezia alla morte del re (1759), viene eletto membro dell'Accademia nel 1772: nell'istituzione veneziana sarà chiamato a coprire la cattedra di Prospettiva dal 1778 al 1789.